# 1948 (szám)
Az 1948 (római számmal: MCMXLVIII) az 1947 és 1949 között található természetes szám.

## A matematikában
A tízes számrendszerbeli 1948-as a kettes számrendszerben 11110011100, a nyolcas számrendszerben 3634, a tizenhatos számrendszerben 79C alakban írható fel.
Az 1948 páros szám, összetett szám. Kanonikus alakja 22 · 4871, normálalakban az 1,948 · 103 szorzattal írható fel. Hat osztója van a természetes számok halmazán, ezek növekvő sorrendben: 1, 2, 4, 487, 974 és 1948.
Az 1948 egyetlen szám valódiosztóösszeg-függvényeként áll elő, ez a 2588.